# أطلال

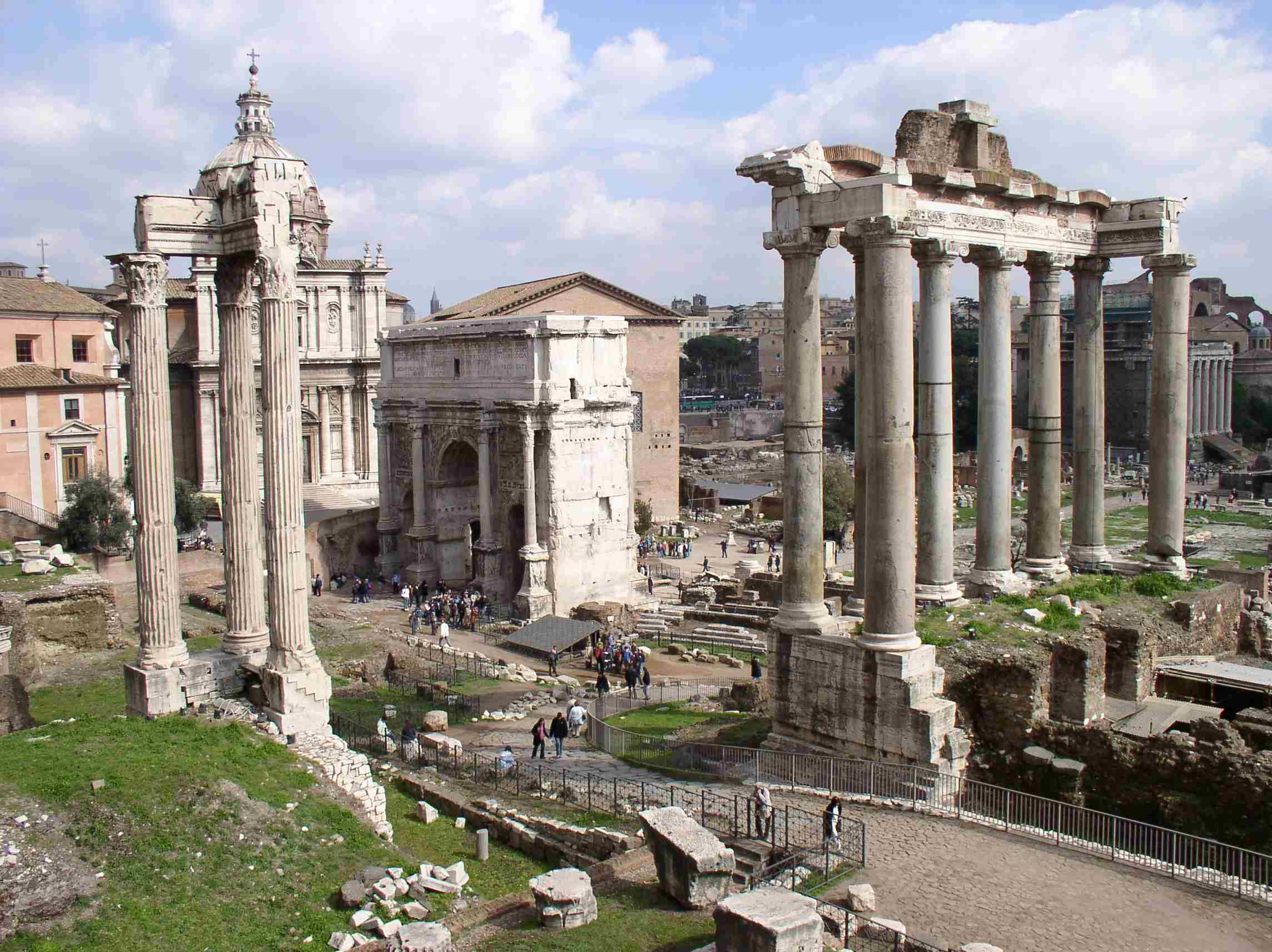
أطلال رومانية في روما.

الأطلال أو الأنقاض أو الخرائب هي بقايا التراث البشري التي خُلِفت بسبب دمار نتج عن حرب أو كارثة طبيعية، أو بسبب هجر الناس المكان فجأة أو تدريجيًا ثم نسيانه. قد كانت هناك مدن كثيرة وكبيرة وطواها النسيان وأصبحت أطلالًا، أشهرها مدينة بابل وعادةً ما تدرج هذه الأماكن ضمن لائحة التراث العالمي للحفاظ عليها من قبل اليونسكو.